# 大水窟 (南投花蓮交界)
大水窟（布農語：、（p. 25）、（p. 386）），又名大水窟池，舊稱架札、水崛，是臺灣一座高山湖泊，位於大水窟山東南方約6公里處，鄰近花蓮縣卓溪鄉與南投縣信義鄉之交界，在八通關越道路翻越超過海拔三千公尺的中央山脈台灣東西分水嶺之地，也是玉山國家公園一處自然景點。

## 歷史

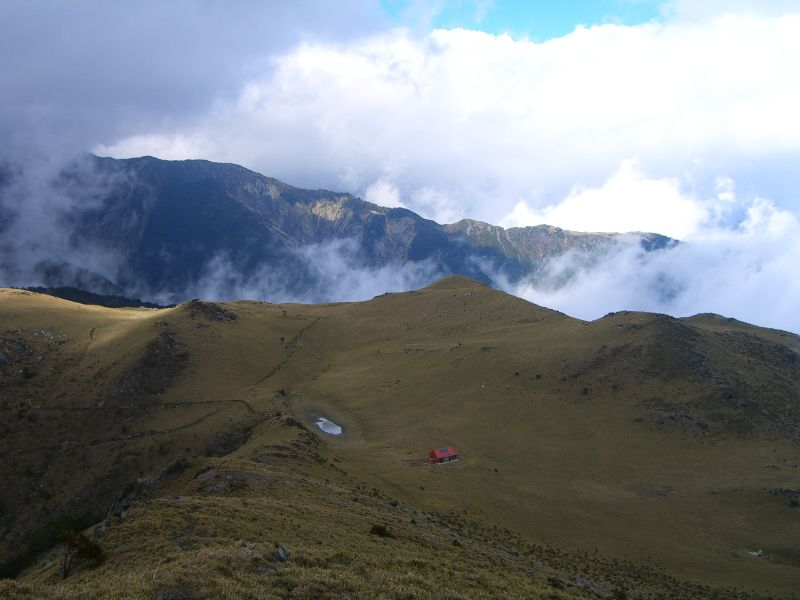
圖中央卵狀水池即為大水窟，其旁的紅色屋舍是大水窟山屋

清領時期在1874年牡丹社事件之後改行開山撫番政策，兵分三路同時入侵後山，修建北、中、南三條第一批開山道路，總兵吳光亮率飛虎軍開闢中路通過於此，地名分別有二種版本：在1878年《全台前後山輿圖》及1879年《臺灣輿圖》記載「架札」，1890年代起修略有成稿的《臺灣通志稿》記載「水崛」，因此在玉山國家公園調查報告中判定這二處地名應是指現今大水窟。在（漢名：趙聰義）的《古道與命名》一文附圖將大水窟標記為「架朼」，若果真如此即為布農語的漢語音譯。:27
日治時期也開闢一條八通關越道路通過於此，日人將此地視為全線東段與西段的分界點，大水窟則成為清、日二條古道的交會點。因大水窟地處台中州與花蓮港廳之交界點，臺灣總督府為治理山地原住民，在大水窟池畔興建一座外觀六角狀的涼亭，其功能類似於檢查哨，每年三月至十一月會派員駐守，一旁還有立碑寫著「州廳界」三字。此外，臺灣總督府也在海拔3,150公尺處興建大水窟駐在所，座落於南大水窟山東側的平坦肩稜上，是八通關越嶺道沿線所有駐在所之中海拔位置最高。
1980年代，玉山國家公園管理處委託楊南郡進行勘察，發現大水窟營盤址有遺留陶瓷殘片，經考究被證實是出自於清咸豐同治年間的福建德化窯產物。

## 地理
大水窟位於大水窟山與南大水窟山之間鞍部上。其海拔高度約3,280公尺，水源仰賴降雨以及融雪而來，因地形之故而無缺口外流，為封閉型天然湖泊。就登山路線的位置而言，大水窟是中央山脈縱走與八通關越嶺古道之二條路線交叉上，為南北通往大水窟山、達芬尖山以及東西通往瓦拉米、玉山的重要樞紐，因此在距離大水窟200公尺設有一座大水窟山屋，由太陽能供應其照明電力，入內可容納24位登山者休憩及住宿。

## 周邊景點
|                                                  |                                                     |
| 自然類 - 八通關 - 玉山群峰 - 大水窟山 - 達芬尖山 | 人文類 - 大水窟營盤址 - 大水窟駐在所 - 八通關越道路 |

## 資料來源
1. 1 2 3 4 5  楊南郡、王素娥.  (PDF). 玉山國家公園管理處、中華民國自然生態保育協會. 1987年8月  [2013-10-18]. （原始内容存档 (PDF)于2019-06-12） （中文（臺灣））.
2. 1 2 3   [趙聰義].  (PDF). 原住民族文獻 (原住民族委員會). 2016年7月20日, (27): 25. 《臺灣通志稿》與《臺灣輿圖並說》地名及對照表
3. 1 2  森丑之助. . . 台灣調查時代５. 由楊南郡翻译 四版. 台北市: 遠流. 2021-09-01: 334–406 [2000-01-01初版 原載《台灣日日新報》1909年1月7日－2月4日]. ISBN 978-957-32-9252-4.
4. 1 2 3  吳永華.  (PDF). 宜蘭縣壯圍鄉公所網站.   [2013-10-18]. （原始内容 (PDF)存档于2013-10-19） （中文（臺灣））.
5. ↑  玉山國家公園管理處. . 玉山國家公園全球資訊網.   [2013-10-18]. （原始内容存档于2013-10-19） （中文（臺灣））.
6. ↑  余寵.  (map). 美國國會圖書館. 1878  [2022-01-12]. （原始内容存档于2022-01-12）. 木？札［「木」字上方疑有破損］
7. ↑  余寵. 夏獻綸 , 编.  (map). 美國國會圖書館. 1879  [2022-01-12]. （原始内容存档于2022-01-12）. 木札
8. ↑  余寵. 夏獻綸 , 编. . 美國國會圖書館. 1879. 架札
9. 1 2   (大麥影像傳播工作室). 大水窟: 麥覺明. 2013-11-10 （中文（臺灣））.
10. ↑  黃靜宜. . 玉山國家公園管理處.   [2013-11-10] （中文（臺灣））.[永久]
11. ↑  林一宏. . 國立臺灣博物館展示企劃組. 2009年4月～12月  [2013-10-18]. （原始内容存档于2019-06-17） （中文（臺灣））.
12. 1 2  玉山國家公園管理處. . 玉山國家公園全球資訊網.   [2013-10-18]. （原始内容存档于2013-10-19） （中文（臺灣））.
13. ↑  連鋒宗. . 上河文化. 2007年: 第138-145頁. ISBN 978-986-7342-24-9 （中文（臺灣））.